# Wisła Wielka
Wisła Wielka (früher Wisła Polska; deutsch Groß Weichsel, früher Polnisch Weichsel) ist eine Ortschaft mit einem Schulzenamt der Stadt- und Landgemeinde Pszczyna im Powiat Pszczyński der Woiwodschaft Schlesien in Polen.

## Geographie
Das Dorf liegt am linken nördlichen Ufer des Goczałkowice-Stausees (polnisch Jezioro Goczałkowickie) an der Weichsel (Wisła).
Nachbarorte sind Wisła Mała (Deutsch Weichsel) im Südwesten, Studzionka (Staude) im Westen, Brzeźce (Brzestz) im Norden, Poręba (Poremba) im Nordosten sowie Łąka (Lonkau) im Osten.

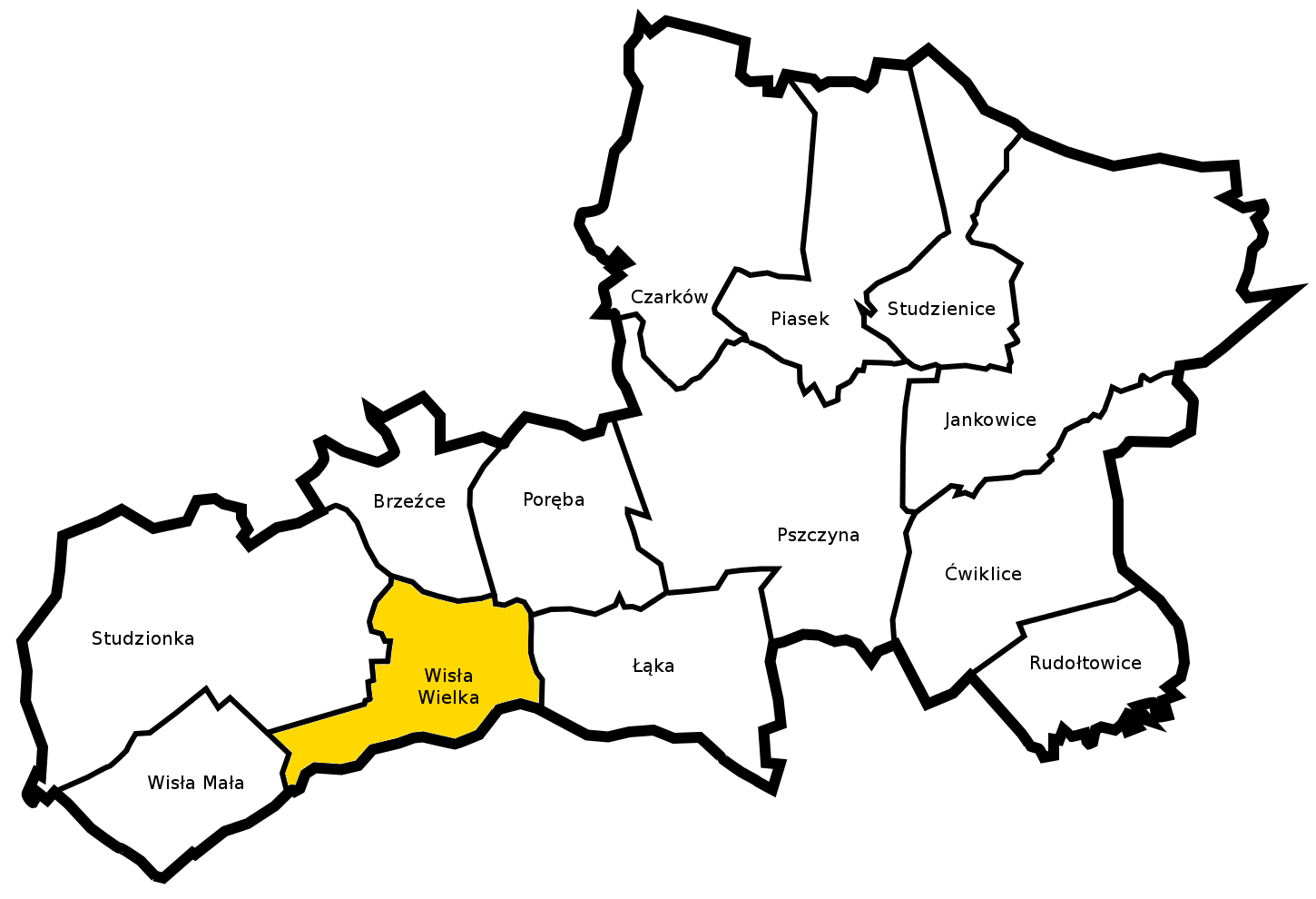
Lage von Wisła Wielka in der Gemeinde

## Geschichte
Das Dorf liegt in einem Teilgebiet Oberschlesiens, das bis 1177/1178 zu Kleinpolen gehörte und dann zum Herzogtum Ratibor kam, das von den Schlesischen Piasten regiert wurde. Aus dieser Zeit rührte auch die bis 1821 bestehende Zugehörigkeit zum Bistum Krakau.
Der Ort wurde am 23. Mai 1223 in einer Urkunde des Breslauer Bischofs Lorenz erstmals urkundlich als „Vizla“ erwähnt. Damals war es eines der vierzehn Dörfer der castellatura de Tessin (Teschen), die den Zehnt an die Prämonstratenserinnen in Rybnik bezahlen sollten. Gegen Ende des 13. Jahrhunderts wurde in Oberschlesien eine große Besiedlungsaktion begonnen. Die Pfarrei Visla wurde erstmals im Peterspfennigregister des Jahres 1326 im Dekanat Auschwitz des Bistums Krakau erwähnt. Diese Pfarrei befindet sich bis heute in Wisła Mała bzw. Wisła Niemiecka (Deutsch Weichsel). Das Adjektiv Niemiecka/Deutsch bezieht sich auf das Magdeburger Recht. Der andere Teil des Dorfes blieb oder wurde in der zweiten Hälfte des 14. Jahrhunderts nach dem traditionellen polnischen Recht wiedergegründet. Dieser Teil wurde erst in den Jahren 1424 und 1427 als Wisła Polska erwähnt. Im Gegensatz zum adeligen Deutsch Weichsel gehörte Polnisch Weichsel den Ratiborer Herzögen.
Politisch gehörte das Dorf Vizla/Visla in der Zeit des polnischen Partikularismus zum Herzogtum Oppeln-Ratibor. Das Herzogtum wurde 1281 nach dem Tod von Wladislaus I. von Oppeln geteilt. Etwa im Jahre 1290 wurde die neue Grenze zwischen dem Herzogtum Ratibor im Norden und dem neuen Herzogtum Teschen im Süden entlang der Weichsel neu festgelegt. Das Dorf Vizla verblieb weiterhin beim Herzogtum Ratibor. 1327 übergab Herzog Lestko sein Herzogtum als ein Lehen an die Krone Böhmen. Nach dem Tod des Herzogs Lestko 1336 fiel es zusammen mit dem Herzogtum Ratibor als erledigtes Lehen an Böhmen. 1337 übertrug der böhmische König Johann von Luxemburg das Herzogtum Ratibor wiederum als ein Lehen an Nikolaus II. von Troppau, der dem Troppauer Zweig der Přemysliden entstammte. Dessen ältester Sohn Johann I. erhielt 1365 als Alleinerbe das Herzogtum Ratibor und begründete die Přemyslidische Stammlinie Troppau-Ratibor.
Im späteren 15. Jahrhundert, in der Zeit des ungarisch-böhmischen Krieges, wurde die Umgebung von Pless vom Teschener Herzog Kasimir II. beherrscht. Am 21. Februar 1517 wurde das Dorf „wes Wisla Polska“ mit der Freien Standesherrschaft Pleß von Kasimir II. an Alexius von Thurzo verkauft.
Nach dem Tod des Königs Ludwig II. gelangte die Krone Böhmen und damit auch Schlesien 1526 an die Habsburger. Sie waren Landesherren von Schlesien in ihrer Eigenschaft als Könige von Böhmen. Nach dem Ersten Schlesischen Krieg und dem Vorfrieden von Breslau fiel Polnisch Weichsel mit dem größten Teil Schlesiens an Preußen. Die neue Grenze verlief südlich entlang der Weichsel. Ab 1816 gehörte es zum Kreis Pleß, mit dem es bis 1922 verbunden blieb.
In der Volksabstimmung in Oberschlesien über die künftige Zugehörigkeit Oberschlesiens vom Jahre 1921 votierten 505 von 614 Wählern für Polen, 101 Stimmen votierten für Deutschland.
Nach der polnischen Annexion Ostoberschlesiens 1922 gehörte Wisła Wielka zu Polen. Unterbrochen wurde dies nur durch die Besetzung Polens durch die Wehrmacht im Zweiten Weltkrieg.

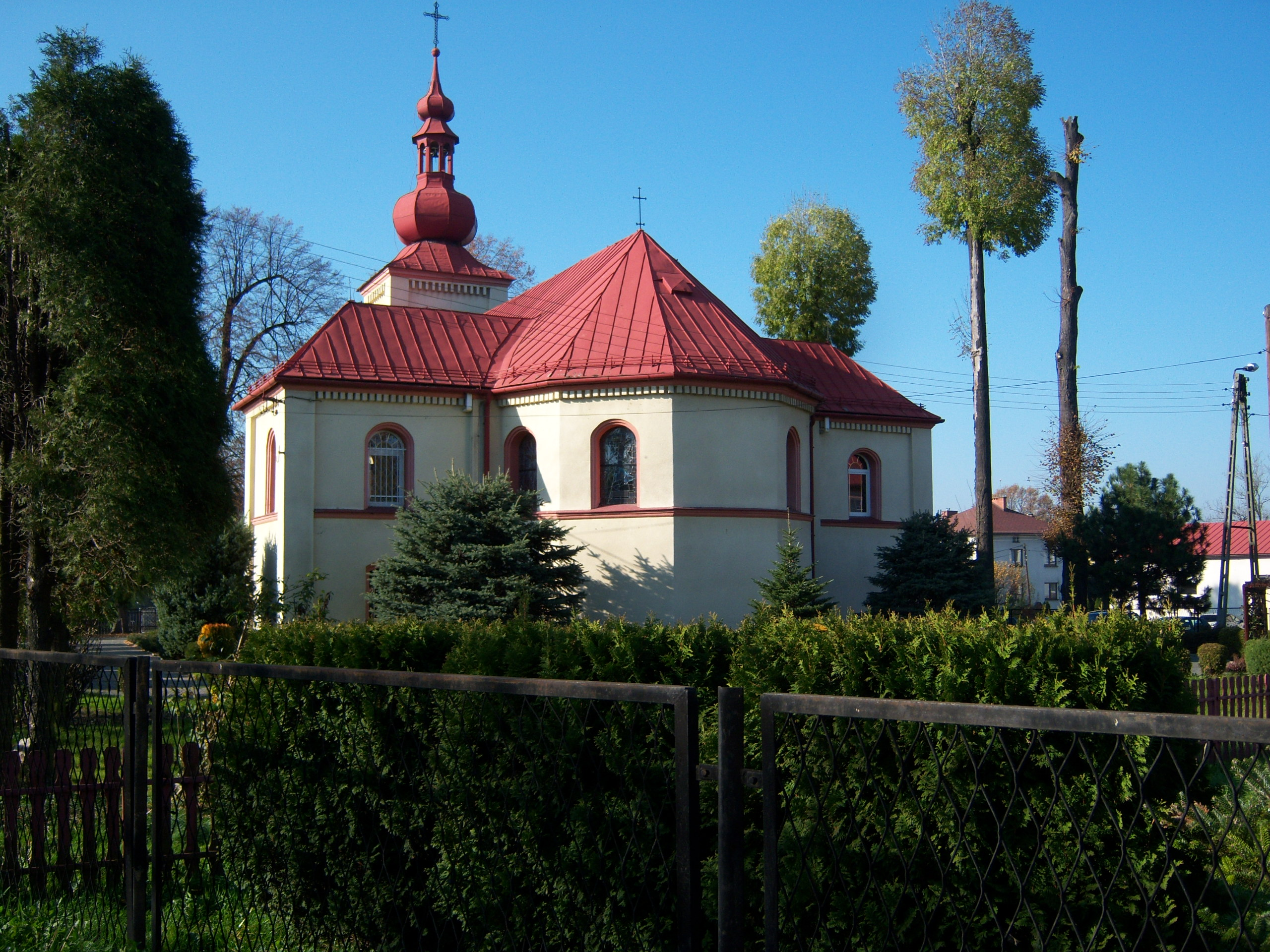
Kirche

Im Jahre 1925 wurde in Wisła Wielka eine römisch-katholische Pfarrei errichtet, die zum Erzbistum Katowice gehört.
Zwischen 1975 und 1977 war Wisła Wielka ein Teil der Stadt Pszczyna.
Von 1975 bis 1998 gehörte Wisła Wielka zur Woiwodschaft Katowice.

## Persönlichkeiten
- Otto Benesch (1913–2002), deutscher Jurist und Verwaltungsbeamter